# Communauté de communes Intercom Risle et Charentonne
L'Intercom Risle et Charentonne est une ancienne communauté de communes française, dans le sud-ouest du département de l'Eure et la moyenne vallée de la Risle intégrée le 1er janvier 2017 à la nouvelle communauté de communes Bernay Terres de Normandie.

## Histoire
Elle regroupait 24 communes autour de Beaumont-le-Roger et résultait de la fusion entre l’Intercom du Pays Beaumontais (ancien nom de la communauté de communes du canton de Beaumont-le-Roger) et la communauté de communes de la Risle-Charentonne.
Dans le cadre du schéma départemental de coopération intercommunale, elle fusionne en dernier lieu avec la communauté de communes du canton de Broglie, la communauté de communes de Bernay et ses environs, la communauté de communes du canton de Beaumesnil et la communauté de communes rurales du canton de Brionne.

## Composition
| Nom                         | Code Insee | Gentilé           | Superficie (km2) | Population (dernière pop. légale) | Densité (hab./km2) |
| --------------------------- | ---------- | ----------------- | ---------------- | --------------------------------- | ------------------ |
| Beaumont-le-Roger (siège)   | 27051      | Beaumontais       | 36,42            | 2 980 (2014)                      | 82                 |
| Barc                        | 27037      | Barcois           | 11,35            | 1 169 (2014)                      | 103                |
| Barquet                     | 27040      | Barquetais        | 13,68            | 436 (2014)                        | 32                 |
| Beaumontel                  | 27050      | Beaumontelois     | 11,63            | 676 (2014)                        | 58                 |
| Berville-la-Campagne        | 27063      | Bervillois        | 8,68             | 230 (2014)                        | 26                 |
| Bray                        | 27109      | Braylois          | 5,85             | 377 (2014)                        | 64                 |
| Carsix                      | 27131      | Carsixiens        | 6,57             | 261 (2014)                        | 40                 |
| Combon                      | 27164      | Combonnais        | 16,30            | 836 (2014)                        | 51                 |
| Écardenville-la-Campagne    | 27210      | Écardenvillais    | 7,40             | 475 (2014)                        | 64                 |
| Fontaine-l'Abbé             | 27251      | Fontenois         | 13,23            | 538 (2014)                        | 41                 |
| Fontaine-la-Soret           | 27253      | Fontainois        | 9,62             | 385 (2014)                        | 40                 |
| Goupillières                | 27290      | Goupillérois      | 10,12            | 868 (2014)                        | 86                 |
| Grosley-sur-Risle           | 27300      | Grosleyens        | 13,18            | 527 (2014)                        | 40                 |
| La Houssaye                 | 27345      | Houssayens        | 4,25             | 213 (2014)                        | 50                 |
| Launay                      | 27364      | Launayens         | 2,26             | 209 (2014)                        | 92                 |
| Nassandres                  | 27425      | Nassandrais       | 4,92             | 1 349 (2014)                      | 274                |
| Perriers-la-Campagne        | 27452      | Perricampois      | 4,47             | 404 (2014)                        | 90                 |
| Le Plessis-Sainte-Opportune | 27466      |                   | 11,37            | 323 (2014)                        | 28                 |
| Romilly-la-Puthenaye        | 27492      | Romillons         | 11,85            | 325 (2014)                        | 27                 |
| Rouge-Perriers              | 27498      |                   | 4,12             | 341 (2014)                        | 83                 |
| Sainte-Opportune-du-Bosc    | 27576      |                   | 8,07             | 667 (2014)                        | 83                 |
| Serquigny                   | 27622      | Serquignaçais     | 11,40            | 2 018 (2014)                      | 177                |
| Thibouville                 | 27630      | Thibouvillais     | 8,83             | 296 (2014)                        | 34                 |
| Le Tilleul-Othon            | 27642      | Tilleul-Othonnais | 4,68             | 371 (2014)                        | 79                 |

## Pour approfondir